# 臀帶假鰓鱂
臀帶假鰓鱂，為輻鰭魚綱鯉齒目鰕鱂亞目鰕鱂科的其中一種，為熱帶淡水魚，分布於非洲烏干達南部、肯亞西南部及坦尚尼亞中部流域，體長可達5.5公分，棲息在季節性的沼澤、水塘底中層水域，生活習性不明，可作為觀賞魚。

## 擴展閱讀
維基物種上的相關：臀帶假鰓鱂